# Bruno Surace
Bruno Surace est un boxeur professionnel français né le 28 juillet 1998 à Marseille qui a détenu le titre européen EBU Silver des poids moyens et est surtout connu pour avoir remporté une victoire par KO surprise contre Jaime Munguía.

## Carrière professionnelle

### Poids super-welters
Le 28 octobre 2016, Surace affronte son compatriote débutant Mathis Lourenço à la Salle Jean Vilain de Fréjus. Leur combat se termine par un match nul majoritaire, un juge donnant raison à l'adversaire (39-37) et les autres (38-38). Quelques semaines plus tard, Surace affronte Kamel Jemli et s'impose aux points.

### Poids moyens
Après un bilan de 8 victoires et 2 matchs nuls sans aucune victoire par KO, il affronte pour ses débuts chez les poids moyens son compatriote vétéran Charden Ansoula (15 victoires pour 9 défaites et 1 match nul) le 1er décembre 2018 à la Salle Roger Maillaud. Surace remporte la victoire par KO technique au premier round contre toute attente.

#### Champion de France des poids moyens
Le 23 janvier 2021, Surace combat pour le titre vacant de champion de France des poids moyens contre son compatriote Diego Natchoo à Charleville-Mézières. Surace s'impose par décision unanime. Le 29 mai 2021, il défend avec succès son titre national contre Mehdi Madani par décision unanime,.

#### Champion d'Europe poids moyens EBU silver
Le 16 décembre 2023, Bruno Surace affronte l'Espagnol invaincu Jhon Jader Obregon pour le titre inaugural de champion d'Europe des poids moyens EBU silver dans l'arène d'Aix-en-Provence. Surace remporte sa quatrième victoire par KO en 25 combats, arrêtant l'adversaire espagnol au dernier round.

### Poids super-moyens

#### Surace contre Munguía
En septembre 2024, il a été annoncé que Jaime Munguia affronterait Ronald Gavril le 14 décembre 2024 à Tijuana au Mexique,. Le 8 novembre 2024, Bruno Surace est annoncé remplacer Gavril. Après une absence de près d'un an, un CV plus faible que celui de ses adversaires et peu de victoires par KO, peu croyaient en la victoire de Surace pour son premier combat hors de France, et encore moins une victoire par KO. 
Munguia perturbe Surace tout au long du combat, marquant même un knockdown au deuxième round. Au sixième round, alors que Munguia semblait se diriger vers une nette victoire, Surace place une droite qui envoie au tapis l'ancien champion des poids super-welters juniors. Munguia tente de se relever mais n'y parvient pas dans le délai imparti,.

#### Surace contre Munguía II
Le 19 décembre 2024, Munguia active sa clause de revanche. Le combat a lieu le 3 mai 2025 et voit la victoire aux points de Jaime Munguia à Tijuana,. Le résultat est toutefois remis en question en raison de rapports selon lesquels Mungiua a été testé positif à une substance interdite.

## Distinction
- Munguia - Surace I est élu surprise de l’année en 2024 par Ring Magazine.